# Agria housei
Agria housei är en tvåvingeart som beskrevs av Shewell 1971. Agria housei ingår i släktet Agria och familjen köttflugor. Inga underarter finns listade i Catalogue of Life.